# Pimelodidae
Famille
Les Pimélodidés (Pimelodidae), communément appelés poissons-chats antennes, forment une famille de poissons-chats appartenant à l'ordre des Siluriformes originaires des fleuves d'Amérique centrale et d'Amérique du sud. Avec plus de 110 espèces dans plus de 30 genres, il s'agit d'une grande famille de poissons-chats.

## Caractéristiques physiques
La famille porte le nom de trois paires de longs et minces barbillons, dont les plus longs peuvent dépasser de la nageoire caudale. En général, ils sont étendus. La tête est grosse et peut être très aplatie. De nombreuses espèces ne la recouvrent que d'une peau très fine, de sorte que l'on voit les os du crane très facilement. La bouche est terminale. Le corps est sans écailles (donc pas de traitement du sel), étiré et souvent très long. La ligne latérale de côté est généralement complète, droite ou légèrement incurvée. La plus petite espèce, Megalonema pauciradiatum, ne mesure que 3,8 cm, tandis que Brachyplatystoma filamentosus atteint une longueur de 3,6 m. La nageoire dorsale est située relativement loin en avant. Les nageoires pectorales ont une épine dure dans la plupart des cas. La nageoire caudale est généralement profondément fourchue, parfois avec des extrémités pleines, ou arrondies. La nageoire adipeuse est bien développée, souvent très grande et, chez certaines espèces, associée à la nageoire caudale.

## Habitat
Les poissons-chats antennes colonisent les grands ruisseaux, les lacs et les ruisseaux de la jungle. Ils sont particulièrement fréquents dans les eaux troubles du fleuve Amazone.

## Comportement
Les poissons-chats antennes  sont principalement crépusculaires et nocturnes. La plupart des espèces sont solitaire, mais beaucoup vivent en petit groupe. Ils se nourrissent de poissons, de crustacés et d'autres invertébrés. Les grande espèces peuvent également capturer des mammifères plus petits jusqu'à la taille d'un singe. Certaines espèces mangent aussi des fruits.

## Liste des genres
Selon FishBase (12 mars 2012) :
- genre Aguarunichthys
- genre Bagropsis
- genre Bergiaria
- genre Brachyplatystoma
- genre Calophysus
- genre Cheirocerus
- genre Conorhynchos
- genre Duopalatinus
- genre Exallodontus
- genre Hemisorubim
- genre Hypophthalmus
- genre Iheringichthys
- genre Leiarius
- genre Luciopimelodus
- genre Megalonema
- genre Parapimelodus
- genre Perrunichthys
- genre Phractocephalus
- genre Pimelabditus
- genre Pimelodina
- genre Pimelodus
- genre Pinirampus
- genre Platynematichthys
- genre Platysilurus
- genre Platystomatichthys
- genre Propimelodus
- genre Pseudoplatystoma
- genre Sorubim
- genre Sorubimichthys
- genre Steindachneridion
- genre Zungaro
- genre Zungaropsis